# Matilda Auchincloss Brownell
Matilda Auchincloss Brownell (19 de octubre de 1871-15 de septiembre de 1966) fue una pintora y retratista impresionista estadounidense.

## Biografía
Matilda Auchincloss Brownell nació en una familia de clase alta y bien conectada en la ciudad de Nueva York y era hija del secretario del Colegio de Abogados de la ciudad de Nueva York, Silas B. Brownell (1830-1918) y Sarah Stoddard Sheffield (1845-1922). Su linaje paterno se remonta a los colonos que llegaron a Nueva Inglaterra en 1638. En 1894 Brownell asistió a la Escuela de Arte de Verano Shinnecock Hills, donde fue alumna de William Merritt Chase. Durante este mismo período de tiempo, también estudió en la Art Students League de Nueva York con Chase y se hizo amiga de Mary Cassatt, como se evidencia en varias cartas escritas en la década de 1890. Brownell luego viajó a París para continuar sus estudios en la Académie Colarossi y fue estudiante de Frederick William MacMonnies. Durante su estancia en el extranjero, Matilda visitó muchos países, incluidos Italia e Inglaterra, en la tradición del Grand Tour. En París, Brownell conoció a una compañera de estudios y talentosa escultora llamada Janet Scudder. Las dos se harían buenas amigas, y el padre de Brownell, Silas, finalmente ayudó a asegurar a Scudder su primera comisión importante para diseñar el sello para el Colegio de Abogados de la ciudad de Nueva York. En 1898, Brownell y Scudder regresaron a París juntas, vivieron en una casa del siglo XVIII en el Boulevard Raspail y asistieron una vez más a la Académie Colarossi, donde la pareja se inspiraría en la vida nocturna.

## Exposiciones y colecciones en museos
Después de su regreso a Estados Unidos, Brownell (que nunca se casó) expondría en la Academia Nacional de Diseño de Nueva York, la Exposición Internacional Panamá-Pacífico de 1915, la Galería de Arte Corcoran en Washington D. C., la Sociedad Independiente Artistas, el Instituto de Arte de Chicago y la Academia de Bellas Artes de Pensilvania, entre otras galerías de la ciudad de Nueva York y una exposición en Londres en 1921, donde los críticos elogiaron sus "ingeniosos bodegones". En la Exposición Internacional Panamá-Pacífico, la célebre pintora estadounidense Mary Foote expuso un "retrato tranquilo y reparador de la señora Matilda Brownell". Barnard College compró el retrato de Dean Gildersleeve de Brownell en 1920 después de que la pintura se exhibiera en Knoedler Galleries en la ciudad de Nueva York. El Museo de Brooklyn adquirió un bodegón de Brownell en 1930, y el Museo Metropolitano de Arte adquirió su "Primavera, Jardín de Luxemburgo" (1902) en 1966.